# إف جي أوسانج
ولد في 7 أغسطس 1956 في باريس. اسمه الاصلي جاك بلوجو فرنسي الجنسية درس في المعهد العالي للدراسات السنيمائية.